# 食在有健康
《食在有健康》（英語：Food in the health）為超級電視台自2011年至2013年製播的節目，主持人為“料理達人”詹姆士、藥理學教授潘懷宗。同名著作《食在有健康》在臺灣出版，該書籍名列2012年度前10名內暢銷榜。

## 主持人、主廚
- 主持人：料理達人詹姆士、藥理學教授潘懷宗
  - 助理主持人可藍、棋惠[2]、晨熙[3]、卉俞[4]等。
- 主廚：料理達人詹姆士，另有客座主廚（郭主義[5]、吳秉承[5]、邱寶郎等）。

## 電視節目
此節目2011年於超級電視台（超視）開播。
製播集數
最初（2011年）節目每集半小時（含廣告），但首播時連續播出兩集。
2012年第二季以後改節目為每集一小時（含廣告）。並隨著電視台政策改為「HD高清製播」。
2013年8月12日播出第500集。
2013年11月節目製作完畢，首播至2013年11月28日。
首播及相關時段
最初首播時段為23:00-24:00。2012年第二季以後，變更播出時段為18:00與22:00。後改為“晚間18:00首播”。
2013年8月1日取消11:00重播時段，改為中午12:00、16:00播出，並增加東森綜合台播出時段（晚間20:00、次日15:00）。但自2013年8月12日起，《食在有健康》恢復「週一到週四晚間18:00」在超視首播（東森綜合台20:00）。
2013年10月14日起，移除東森綜合台20:00時段。
後續發展
2013年12月至2014年3月27日，在超視「週一到週四晚間18:00」主要時段播出精華版。
此外，〈食在有健康〉前期錄影內容亦不定期在東森戲劇台、東森綜合台等頻道播出。

## 播出時間
以下時間以當地時間（UTC+8）為準
| 頻道       | 所在地 | 播放日期              | 播出時間        |
| ---------- | ------ | --------------------- | --------------- |
| 超級電視台 | 臺灣   | 2011年-2013年11月28日 |                 |
| 東森戲劇台 | 臺灣   |                       | 週六、週日 5:00 |
| 東森戲劇台 | 臺灣   |                       | 週日 16:00      |

註：時段以各電視台公告為準，可能不定期變更。

## 網路點播
2012年第四季至2013年，此節目一度曾在臺灣Yahoo!奇摩提供選集的視頻點播。
目前在YouTube設有“超級電視台”官方頻道，可供搜尋相關節目內容。

## 出版著作
| 年份           | 書名                                    | 作者           | 出版社         | ISBN               |
| -------------- | --------------------------------------- | -------------- | -------------- | ------------------ |
| 2011年12月26日 | 《食在有健康》                          | 潘懷宗、詹姆士 | 庫立馬媒體科技 | ISBN 9789868577848 |
| 2012年12月31日 | 《食在有健康2》照顧大小女生的健康與美麗 | 潘懷宗、詹姆士 | 庫立馬媒體科技 | ISBN 9789868851238 |
| 2014年1月16日  | 《超級愛享瘦》                          | 潘懷宗、詹姆士 | 庫立馬媒體科技 | ISBN 9789869015202 |

## 超視《請你跟我這樣過》與《食在有健康》兩節目合作出版書籍
| 年份           | 書名                   | 作者                 | 出版社   | ISBN               |
| -------------- | ---------------------- | -------------------- | -------- | ------------------ |
| 2012年11月26日 | 《孩子偏食，怎麼辦？》 | 超視、人類文化編輯部 | 人類智庫 | ISBN 9789865954116 |

## 註腳及參考來源
1. 1 2  . 博客來OKAPI.   [2012-12-21]. （原始内容存档于2014-02-02）. （页面存档备份，存于）
2. ↑  2012年增加棋惠為助理主持人
3. ↑  . SuperTV超視.   [2013-07-09].
4. ↑  . SuperTV超視.   [2013-07-09]. （原始内容存档于2016-09-27）. （页面存档备份，存于）
5. 1 2  參見 型男大主廚「KC4」
6. ↑  . ETtoday 新聞雲. 2013-11-16  [2014-01-14]. （原始内容存档于2015-09-24）. （页面存档备份，存于）
7. ↑  超級電視台. . Yahoo!奇摩. 2013-07-31  [2022-03-09]. （原始内容存档于2013-08-03）. （页面存档备份，存于）
8. ↑  YouTube上的超級電視台頻道

## 外部連結
- 食在有健康
- YouTube上的食在有健康播放列表

| 臺灣超視 星期一~四 18:00 - 19:00 | 臺灣超視 星期一~四 18:00 - 19:00       | 臺灣超視 星期一~四 18:00 - 19:00 |
| -------------------------------- | -------------------------------------- | -------------------------------- |
|                                  | 食在有健康 （2011年 - 2013年11月28日） |                                  |
| —                                | —                                      |                                  |